# NGC 1128

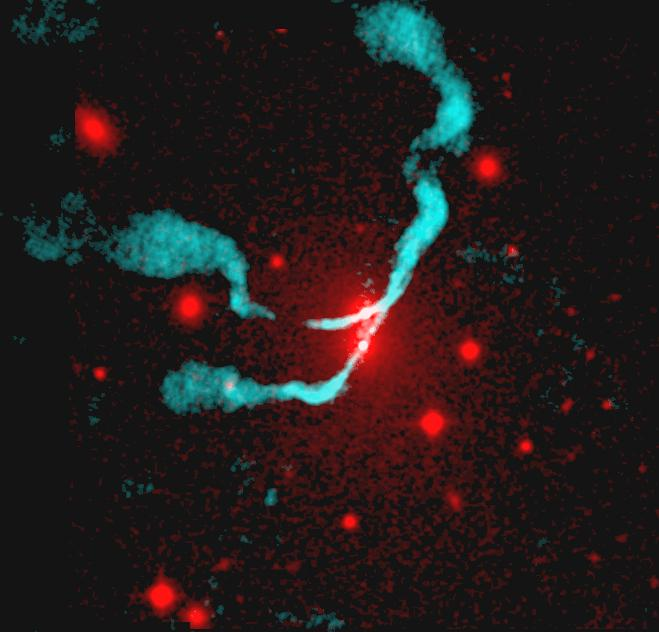

NGC 1128, descoberta a 8 de outubro de 1886, é uma galáxia com formato irregular que possui em seu centro um sistema binário de buracos negros super maciços. Simulações realizadas recentemente indicam que esses buracos negros um dia vão se chocar.

## Outras denominações
- PGC 11188, PGC 11189